# Volkegemberg
De Volkegemberg is een helling in de Vlaamse Ardennen in Volkegem, een deelgemeente van Oudenaarde, in de Belgische provincie Oost-Vlaanderen. Volkegemberg is tevens de naam van de hoofdstraat van de dorpskern van Volkegem die deze helling opgaat. De straat is gelegen in een woonzone met landelijk karakter. Onder andere vanwege de aanwezigheid van een lagere school geldt over een groot deel van haar lengte een snelheidsbeperking van 30 km/h.
De start ligt op ongeveer 30 meter hoogte in een klein valleitje en de top ligt op 84 meter hoogte. Bij de kerk van Volkegem vlakt de helling op 71 meter hoogte sterk af. Net ten noorden van de Volkegemberg ligt de Wolvenberg die vanuit hetzelfde valleitje dezelfde flank opgaat.
Tot 1982 bestond de helling geheel uit kasseiweg, daarna is het een asfaltweg geworden met nog 200 meter kassei bij de top. Tot 1982 lag er voor de helling circa 1.200 meter licht oplopende kasseiweg, ook deze is daarna geasfalteerd.

## Wielrennen

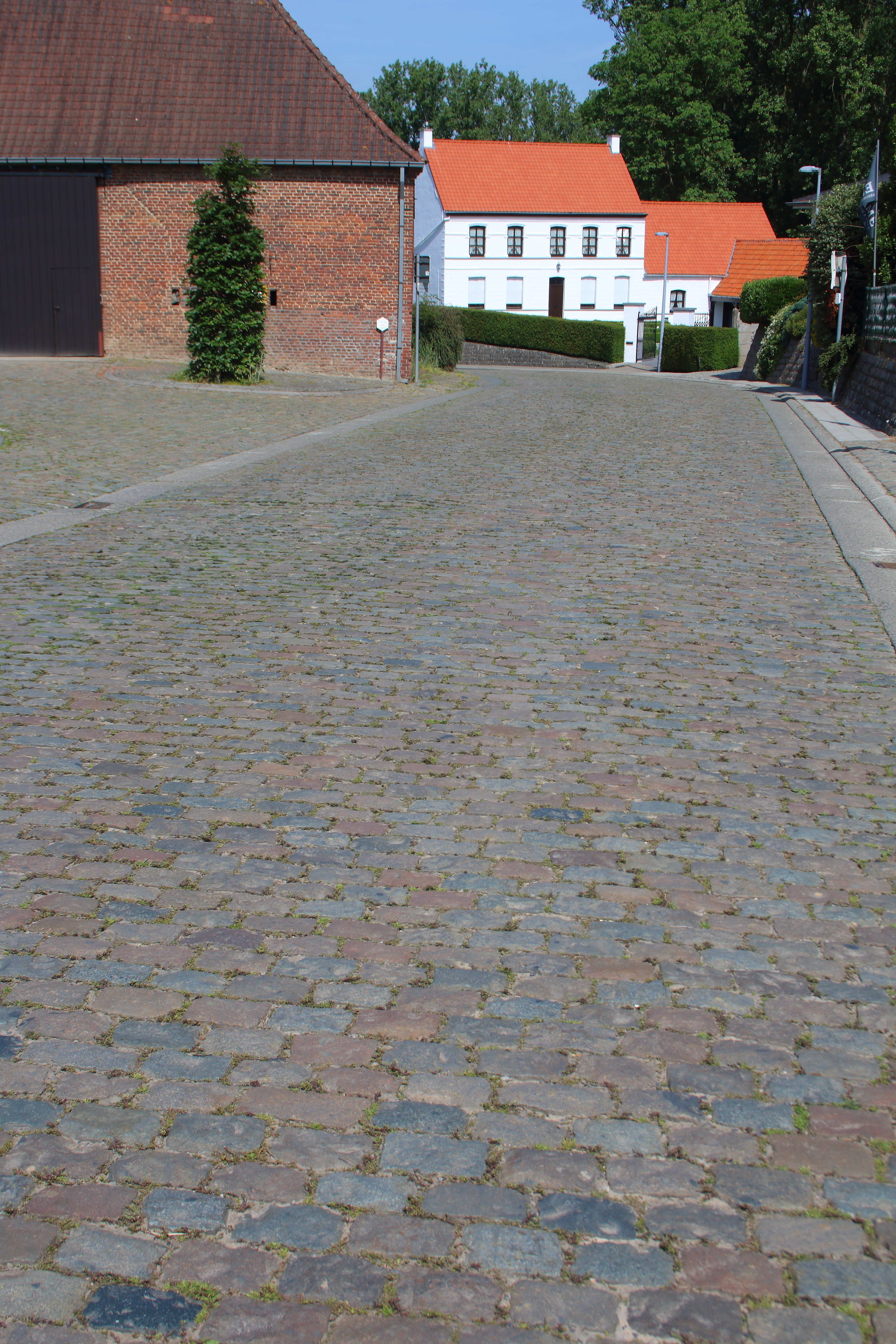
De Volkegemberg gezien vanop de top

De helling is 17 maal (1974-1984, 1991-1996) opgenomen in de Ronde van Vlaanderen. Momenteel wordt de helling in de Ronde afgedaald waarna aan de voet rechtsaf wordt geslagen, dan wordt begonnen aan de klim van de Wolvenberg.
Van 1974-1977 werd de klim in de Ronde gesitueerd tussen de Eikenberg en de Varentberg, in 1978 tussen de Eikenberg en de Boigneberg, in 1979 tussen de Boigneberg en de Steenberg en van 1980-1984 wederom tussen de Eikenberg en de Varentberg.
Van 1991-1996 werd de helling opnieuw opgenomen in de Ronde, tussen de Eikenberg en de Varentberg.
Vroeger werd de helling vaak opgenomen in de Omloop Het Volk (1985, 1996-2001), vaak werd op deze helling dan de beslissing geforceerd. In 2001 werd ze voor het laatst opgenomen in de Omloop Het Volk. Ook is ze eind jaren 70 en begin jaren 80 opgenomen in Dwars door België. In 2019 wordt de helling voor het eerst en als 1e helling beklommen in Kuurne-Brussel-Kuurne. In 2023 wordt ze als eerste helling beklommen in Dwars door Vlaanderen.
De helling is als afdaling ook opgenomen in de gele lus van de recreatieve fietsroute Ronde van Vlaanderenroute.